# 萊克賽德-比比倫 (新澤西州)
萊克賽德-比比倫（英語：Lakeside-Beebe Run）是位於美國新澤西州坎伯蘭縣的普查規定居民點。

## 人口
根據2020年美國人口普查的數據，萊克賽德-比比倫的面積為0.72平方千米，皆為陸地。當地共有人口403人，而人口密度為每平方千米559.72人。